# Гай Валгій Руф
Гай Валгій Руф (65 рік — після 12 року до н. е.) — політичний і державний діяч Римської імперії, консул-суфект 12 року до н. е., поет, майстер елегії.

## Життєпис
Про родину та місце народження немає відомостей. Спочатку не втручався у політику, водночас був другом Мецената та Горація. Згодом став підтримувати імператора Октавіана Августа. У 12 році до н. е. став консулом-суфектом разом з Луцієм Волузієм Сатурніном. Подальша доля невідома, напевне незабаром помер після завершення консульської каденції.

## Творчість
У своїй поезії спочатку торкався тем кохання, зокрема низка елегій присвячена коханому хлопцю Місту. Втім згодом під впливом Горація, Валгій став більш приділяти уваги прославленню Октавіана Августа та його прибічників.
Твори:
- Панегірик Мессалі.
- Про лікувальні трави для августа
- De rebus per epistulam quaesitis у 2 книгах, присвячена граматичним питанням
- Епіграми
- Елегії на смерть Міста
- Переклад творів Аполлодора Пергамського